# Gare de Zhangjiakou
La gare de Zhangjiakou (chinois simplifié : 张家口站 ; chinois traditionnel : 張家口站 ; pinyin : zhāngjiākǒu zhàn) est une gare ferroviaire à grande vitesse située à Zhangjiakou, au Nord-Ouest de la province du Hebei, en Chine.

## Histoire
Les travaux de construction commencent en 1956 et la gare est inaugurée en 1957.
Des travaux de rénovations on lieu à partir de 2017, afin d'accueillir la LGV Pékin - Zhangjiakou (ou LGV Jing-zhang), une ligne à grande vitesse (350 Km/h) en pilote automatique, inauguré en décembre 2019 en vue des jeux olympiques d'hiver de 2022 se déroulant principalement à Pékin et Zhangjiakou.
La LGV Zhangjiakou–Hohhot (en) passe également par cette gare.